# Minister Blizzard
Minister Blizzard è un criminale con poteri basati sul ghiaccio che si batté contro Wonder Woman.

## Biografia del personaggio
Il Professor Chemico dell'Holliday College creò una macchina per il cambiamento del clima. La creò per convertire il Polo Nord in un'area fertile sulla quale poter coltivare. La regina Snowmina di Iceberglandia venne a sapere della creazione di tale macchina e temette che avrebbe sciolto la sua terra e i suoi abitanti. Il suo consigliere, il Primo Ministro Blizzard, la convinse a rubarla.
Blizzard rubò la macchina per il cambio del clima da Chemico e le Hollidays Girls, intrappolandole in un blocco di ghiaccio. Mentre Wonder Woman salvava le ragazze, Blizzard creò un enorme ghiacciaio per minacciare New York.Quando Snowmina scoprì il suo piano, Blizzard la catturò. Mandò poi il ghiacciaio verso la città utilizzando le Holliday Girls come ostaggi per prevenire un eventuale contrattacco. Wonder Woman riuscì a fermarlo. Quindi, l'amazzone fece pace con la regina Snowmina, mentre Blizzard veniva messo sotto custodia (Wonder Woman n. 29).
Comparve poi in Wonder Woman n. 162. Mentre camminava per Manhattan con Steve Trevor, improvvisamente Wonder Woman scoprì che la città era stata congelata da una macchina creata da Blizzard. Questi catturò Wonder Woman con il suo stesso lazzo e cominciò il suo piano di conquistare l'intera isola di Manhattan. Wonder Woman riuscì a creare un diversivo e fece lasciare a Blizzard la presa del suo lasso. L'eroina riuscì a scappare, salvò Steve, e distrusse le forze di Blizzard.

### Cold Warriors
Successivamente Minister Blizzard si unì ad un gruppo di criminali con poteri basati sul freddo ed il ghiaccio. Minister Blizzard, Icicle, e Capitan Cold si unirono insieme per tentare un'incursione in una piccola nazione sud africana. Creando una piccola "Era di Ghiaccio" in Ecuador, i tre distrassero la Justice League abbastanza a lungo da permettere una diffusione di crimine di massa a Gotham City. La cattura dei tre criminali dalle controparti di Tera-1 di Wonder Woman, Flash, Freccia Verde, e Black Canary non finì nel tentativo di fermare i guai in Ecuador, portandoli a svelare il vero cervello dietro i tre criminali: il Ladro di Ombre (Justice League of America n. 139).
Infine, lui, Mr. Freeze, Capitan Cold, Killer Frost, Cryonic Man, Icicle, Polar Lord (conterraneo di Polar Boy) e Snowman (un nemico di Batman pre-Crisi), si unirono per formare i Cold Warriors. Il gruppo tentò di impadronirsi di una piccola nazione sud africana, ma furono sconfitti dalla Justice League.

## Poteri e abilità
Minister Blizzard utilizza una macchina per il cambio del clima ed una pistola a raggio congelante per il controllo del ghiaccio e della neve.

## In altri media

### Miscellanea
- Sebbene non comparve nella serie animata Justice League, Minister Blizzard comparve nel fumetto ad essa ispirata Justice League Adventures.